# 広島広域公園第一球技場
広島広域公園第一球技場（ひろしまこういきこうえん だいいちきゅうぎじょう）は、広島県広島市安佐南区の広島広域公園内にある球技場。広島市が所有し、広島市スポーツ協会が指定管理者として運営管理を行っている。
なお、株式会社サンフレッチェ広島が命名権を取得しており、2024年6月から「サンフレッチェビレッジ 広島第一球技場」の呼称を用いている（後述）。

## 概要
開場は1993年（平成5年）4月であるが、その前年の10月に行われたAFCアジアカップ1992では、すでに試合会場として使用されている。1993年（平成5年）8月には、1993 FIFA U-17世界選手権も開催、1996年（平成8年）には第51回国民体育大会のサッカー会場としても使用され、国際大会を含め国内外の公式試合会場として利用されている。
また毎年、全国高校サッカー選手権広島県予選の決勝戦、全広島サッカー選手権大会の決勝戦（ただしビッグアーチが使用できない場合のみ）が行われている。吉田サッカー公園が完成される1998年（平成10年）以前はJサテライトリーグもここで試合を行っていたこともある。
2003年（平成15年）に発足した「専用スタジアム推進プロジェクト」にて、現在の席数からJリーグ規定の15,000席に増設し（客席拡大に伴い隣接する第二球技場の客席を一部改修）、サンフレッチェのホームスタジアムとする計画が挙がった。建設費10億円のうち、第一球技場を所有する広島市からはピッチと照明費2億円を負担してもらい、「2005年シーズン中にオープン」ということで進められていた。が、市が財政状況の悪化などを理由に改修に難色を示した。また短期間に第一球技場を改修した後、本格的なスタジアムを建設するのは「二重投資」になるという理由により、この案は頓挫した。
2021年から2024年までサンフレッチェ広島レジーナ
がホームスタジアムとして使用していた。

## 施設概要
- 収容人数　10,000人（座席数約7,500・メインスタンドのみ固定座席、他は芝生席）
- ナイター照明設備あり（1,000ルクス）
- 得点板

## 施設命名権
2024年3月21日に株式会社サンフレッチェ広島が命名権を取得したと発表。命名権名称は「サンフレッチェビレッジ 広島第一球技場」で、契約期間は2024年6月1日からの5年間、契約料は年額220万円（消費税および地方消費税を除く）。

## 関連施設
- 広島広域公園
  - 広島広域公園陸上競技場（広島ビッグアーチ）
  - 広島広域公園補助競技場 -  中国サッカーリーグ・高円宮杯 JFA U-18サッカープリンスリーグなどのサッカー会場、トップキュウシュウなどのラグビー会場としても使用。
  - 広島広域公園第二球技場 - 人工芝、ホッケー日本リーグ、フットサル会場として使用。
  - 広島広域公園テニスコート
- 平和祈念広島国際ユースサッカー